# Terminal Hansa
Le terminal Hansa (finnois : Hansa terminaali) est un terminal maritime du Port de Vuosaari qui se trouve dans le quartier Vuosaari d'Helsinki en Finlande.

## Descriptif
Le terminal géré par le port d'Helsinki est destiné aux passagers pour Travemünde.
Le terminal est desservi par les lignes de bus 90 et 90A à partir de la station de métro de Vuosaari.